# モリクボ
モリクボ株式会社は、神奈川県厚木市に本社を置く主に医薬品・医療機器の卸売りを扱う企業であった。山之内製薬（現・アステラス製薬）・東邦薬品系医薬品卸であった。横浜・川崎・横須賀を除く神奈川県全域を営業範囲としていた。

## 概要
- 代表取締役社長　森久保一雄
- 代表取締役専務　西中高寿
- 代表取締役　森久保猛
- 代表取締役　森久保照雄
- 監査役　　　森久保国子
- 資本金1,000万円
- 社員　38名

## 沿革
- 昭和41年2月1日 - 山之内製薬と有力医薬品卸・小売販売店で「山之内会」を発足し加盟。
- 昭和41年8月 経営困難となり「東邦薬品」に株式10％を譲渡し役員1名を受け入れる。
- 昭和54年「東邦薬品」が東京証券取引所に上場の為、モリクボの「松谷義範」所有の株式を「東邦薬品」が譲り受け、モリクボの役員が東邦薬品役員を退任する。
- 平成4年6月「東邦薬品株式会社」に営業圏を譲渡し「厚木営業所」として発足

## 主な取引メーカー
- 東邦薬品
- 台糖ファイザー
- 東洋醸造
- 日本ケミファ
- 富山化学
- 科研薬化
- 日研化学

## 備考
- 「東邦薬品」と取引関係のあるメーカーは、支店同様に商品供給を受ける。